# تورچینویچی
تورچینویچی (به لاتین: Turčinovići) یک منطقهٔ مسکونی در بوسنی و هرزگوین است که در شیروکی بریگ واقع شده‌است.